# Akai Kristóf
Akai Kristóf (Hradna, 1706. március 25. – Turóc, 1766. március 28.) jezsuita pap, tanár, Akai János bátyja.

## Élete
1723-ban lett a rend tagja. Gimnáziumi tanulmányai Trencsénben végezte, egyetemre Nagyszombatban és Kassán járt, tanulmányai végeztével bölcseletdoktor lett. Tanított Kassán és egy ideig Savnikon, Eger mellett, később Turócon viselt lelkészi hivatalt egészen haláláig. 
Cosmographia című filológiai disszertációjának alapjául Mayr Péter 1726-ban Kassán kiadott asztrológiai könyve szolgált. Munkája skolasztikus szellemben készült, az antikvitás óta számon tartott négy elemből indult ki, argumentációjában bibliai idézetek szerepelnek, világképe geocentrikus. Művének részlete kiterjed a fizikára is.

## Munkái
1. Immaculata Deiparae conceptio mille testibus firmata (Nagyszombat, 1733)
2. Cosmographia, seu philosophica mundi descriptio (Kassa, 1737. Újabb kiadásai: uo., 1739, 1741 és 1749)
3. Selectae d. Hieronymi epistolae in carminis materiam assumptae (uo., 1741)
4. Tractatus Samuelis Raby, judicans Judaeorum errorem circa observantiam legis mosaicae et venturum, quem exspectant Messiam (uo., 1742)
5. Initia Cassoviensis societatis Jesu collegii ab anno 1601 ad annum 1640 (uo., 1743. Ezen munkát Adányi Andrásnak, Akai Jánosnak és miháldi Splényi Józsefnek is tulajdonítják.)